# 懷特福德鎮區 (密歇根州)
懷特福德鎮區（英語：Whiteford Township）是位於美國密歇根州門羅縣的一個行政鎮區。

## 地方資料
懷特福德鎮區的面積為104.22平方千米，當中陸地面積為102.87平方千米，而水域面積為1.35平方千米。根據2020年美國人口普查的數據，當地共有人口4590人，而人口密度為每平方千米44.04人。